# Oranje Nassau Groningen
El Christelijke Voetbalvereniging Oranje Nassau (club de futbol cristià Orange-Nassau), més conegut com a Oranje Nassau Groningen és un club de futbol de Groningen, Països Baixos. El seu primer i segon equip femení i el seu primer equip masculí juguen a l'Eerste Klasse, els primers equips masculins i femenins que van descendir el 2017 de les seves respectives lligues Hoofdklasse.

## Història
El CVV Oranje Nassau va ser fundat el 30 d'abril de 1918. El seu primer equip masculí va jugar inicialment a lligues locals.

### 1947–1999: De la Vierde Klasse al primer títol d'Eerste Klasse; Equip femení a l'Hoofdklasse
El 1947, Oranje Nassau es va unir a la Vierde Klasse de KNVB, guanyant campionats de secció el 1956, 1957 i 1958. El 1958 va ascendir a la Derde Klasse. Oranje Nassau va guanyar un campionat de Derde Klasse el 1964 i va ascendir a la Tweede Klasse.
El 1981 Oranje Nassau va guanyar un campionat de Tweede Klasse i va ascendir a l'Eerste Klasse. El 1995–1996 va jugar una temporada a la Tweede Klasse, ascendint immediatament des del sisè lloc. També a l'estiu de 1996, el primer equip femení d'Oranje Nassau va ser el primer a unir-se a la Hoofdklasse. El 1999 el mitjà va guanyar un campionat de l'Eerste Klasse però no va ascendir a la Hoofdklasse.

### Des de l'any 2000: Ambdós gèneres a les primeres lligues; Copa nacional i títol
Les dones van guanyar la KNVB Women's Cup 2004–05, després de vèncer a Be Quick '28 per 5–0 a les finals de la copa. L'equip va continuar jugant a diverses seccions de la Hoofdklasse i a la Topklasse fins al 2017, quan va descendir a l'Eerste Klasse. SteDoCo va vèncer a les dones del sistema operatiu per 1–3 en una derrota sorpresa a Groningen en el partit inaugural de la tardor de 2011. Aruni Slagter va marcar per a Oranje Nassau.
L'equip femení de futbol platja havia guanyat el campionat nacional obert el 2016.
El primer equip masculí va jugar entre el 2003 i el 2017 set temporades a la Hoofdklasse. El 2017 va descendir a l'Eerste Klasse juntament amb l'equip femení. A l'Eerste Klasse 2017-2018, la primera plantilla femenina jugarà al costat de la segona plantilla femenina de l'Oranje Nassau.